# Intuit
Intuit Inc. (NASDAQ: INTU) ist ein US-amerikanischer Hersteller von Standardanwendungssoftware aus Kalifornien mit rund 9.400 Mitarbeitern weltweit und einem Umsatz von ca. 6,7 Milliarden US-Dollar (Stand: 2019). Das Unternehmen ist im Aktienindex S&P 500 und NASDAQ-100 an der New Yorker Börse gelistet.
Intuit wurde 1983 von Scott Cook und Tom Proulx gegründet und brachte 1984 die erste Version der Software Quicken (Onlinebanking) auf den Markt. Später kam die Software Quickbooks (Finanzbuchführung) hinzu. Beide Programme wurden auch in Deutschland vertrieben.
Intuit betreibt Niederlassungen in 13 Ländern, unter anderem in den USA, Kanada und Großbritannien.
1999 wurde die deutsche Niederlassung zu Gunsten der Firma Lexware aufgegeben, mit der eine strategische Allianz eingegangen wurde. Die deutschen Versionen der Programme Quicken und Quickbooks (inzwischen unter den Namen Finanzmanager und büro easy plus) werden seitdem von Lexware vermarktet.
2009 wurde Mint.com von Intuit für 170 Millionen US-Dollar übernommen.
Im September 2021 wurde die amerikanische Marketing-Automatisierungsplattform Mailchimp für 12 Milliarden Dollar übernommen.